# Ruahine Range
Die Ruahine Range ist einer von mehreren Gebirgszügen auf der Nordinsel Neuseelands, die parallel zur Ostküste der Insel zwischen East Cape und Wellington verlaufen.

## Geographie
Die Ruahine Range beginnt rund 15 km nordöstlich von Palmerston North am Manawatu Gorge und verläuft rund 100 km in nordnordöstlicher Richtung bis zum Taruarau River. Die Bergkette mist an ihrer breitesten Stelle rund 20 km. Die höchste Erhebung, der Mangaweka, befindet sich rund 70 km nordöstlich von Palmerston North und stellt mit einer Höhe von 1733 m den zweithöchsten nichtvulkanischen Gipfel der Nordinsel, hinter dem 1754 m hohen Mount Hikurangi, der sich in der Raukumara Range befindet, dar.